# Philodromus casseli
Espèce
Philodromus casseli est une espèce d'araignées aranéomorphes de la famille des Philodromidae.

## Distribution
Cette espèce est endémique du Mali.

## Description
La femelle holotype mesure 8 mm.

## Étymologie
Cette espèce est nommée en l'honneur de Charles van Cassel.

## Publication originale
- Simon, 1900 : Arachnides recueillis par M. Charles van Cassel, sous-officier d'infanterie attaché à la Mission du Cavally (Soudan françois), au poste du Zò, en septembre 1899. Bulletin du Muséum d'Histoire Naturelle, Paris, vol. 1899, p. 416-418.